# Conophytum obcordellum subsp. rolfii
Conophytum obcordellum subsp. rolfii, una subespecie de  Conophytum obcordellum, es una planta suculenta perteneciente a la familia de las aizoáceas.  Es originaria de Sudáfrica.

## Descripción
Es una pequeña planta suculenta perennifolia de pequeño tamaño que alcanza los 1 cm de altura a una altitud de 20 - 180   metros en Sudáfrica.
Está formada por pequeños cuerpos carnosos que forman grupos compactos de hojas casi esféricas, soldadas hasta el punto de que sólo una muy pequeña diferencia separan a las dos hojas. En la naturaleza, los grupos de hojas se esconden entre las rocas y en las grietas, que retienen depósitos apreciable de arcilla y arena.

## Taxonomía
Conophytum obcordellum subsp. rolfii fue descrita por (de Boer) S.A.Hammer y publicado en Gen. Conophytum 260. 1993.
Etimología
Conophytum: nombre genérico que deriva de las palabras griegas: κωνος (cono) = "cono" y φυτόν (phyton) = "planta".
obcordellum: epíteto latino que significa "con forma de pequeño corazón".
Sinonimia
- Conophytum rolfii de Boer (1970)
- Conophytum lambertense var. rolfii (de Boer) Rawé[3][4]